# 劍橋道

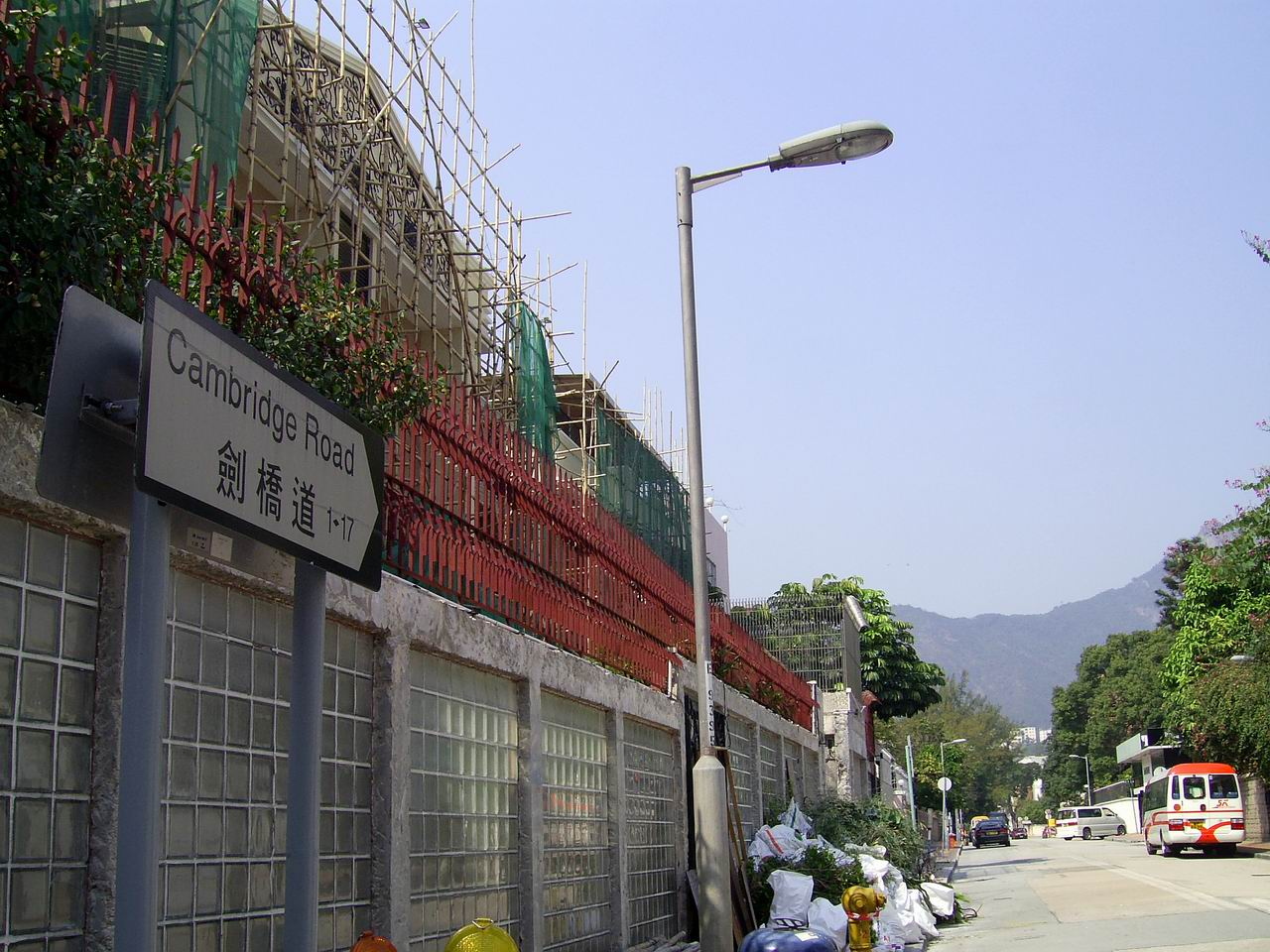
劍橋道

劍橋道（英語：Cambridge Road）是一條位於香港九龍九龍仔的街道，北接禧福道，南接蘭開夏道，呈南北縱向。

## 沿路地方
- 九龍仔業主會